# Chuvava

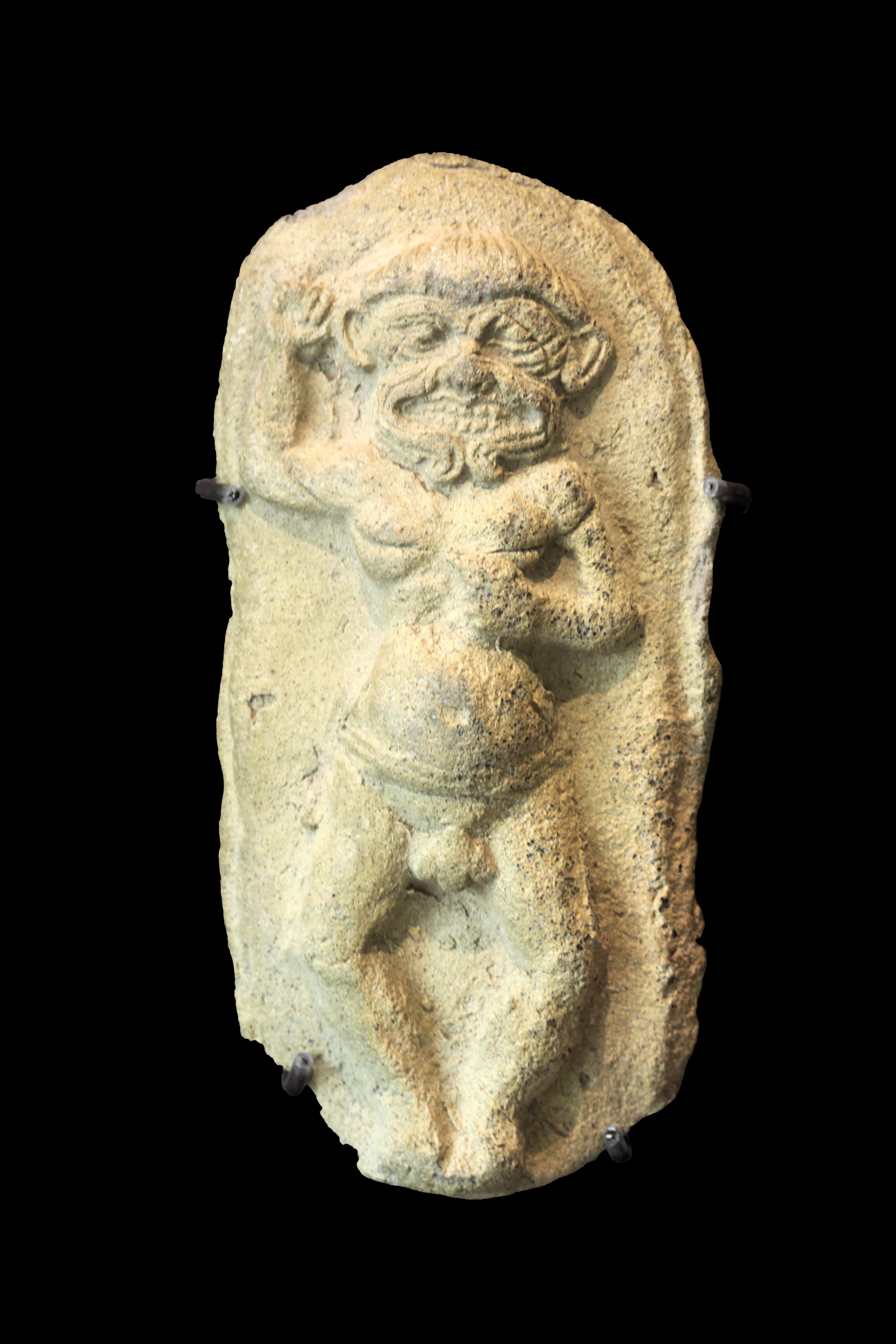
Terakotová plaketa zpodobňující Chuvavu (Louvre)

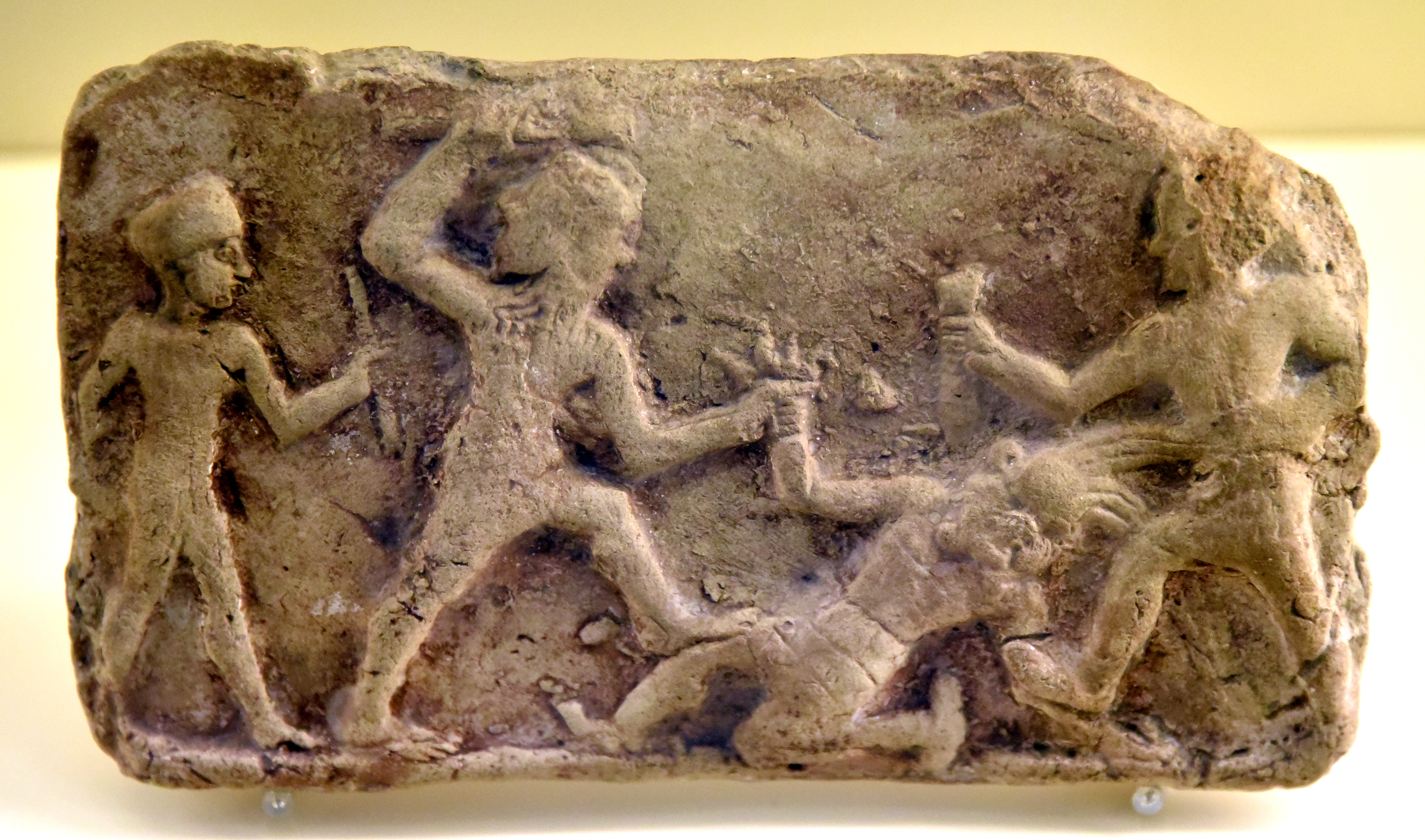
Gilgameš a Enkidu zabíjejí Chuvavu v cedrovém lese (Muzeum Blízkého východu, Berlín)

Chuvava (též Chumbaba, Huvava, Chuwawa i Huwawa, anglicky a německy Humbaba, řecky Kombabos) je obr, vyskytující se v sumerské, akkadské a chetitské mytologii. Jeho jméno je pravděpodobně odvozeno od elamského boha Embany. Na tohoto obra odkazuje značné množství zachovalých textů, především Epos o Gilgamešovi.
Náhled na tohoto obra (démona) i na jeho funkce se v různých mytologiích a dobách velmi odlišovaly. Všeobecně lze říci, že se jednalo o strážce cedrového lesa (ten byl pravděpodobně v Libanonu). Podle některých verzí ho k této službě určil bůh Enlil, ale není jasné proč. Podle jiných verzí jím prostě byl. Na tuto stráž měl několik pomocníků, kteří zpravidla nebývají nijak blíže specifikováni.
Podle tehdejších představ byl snad Chuvava cedrem, ovšem v žádné mytologii není přesně popisováno, jak vypadal. Je ale zřejmé, že vždy měl vyjadřovat ztělesnění hrůzy: byl velký jako cedr, měl dračí zuby (někdy měl lví hlavu nebo tvář), jeho dech byl smrtící, řev byl hroznější než potopa a z jeho úst vycházel oheň; někdy byl považován za lidožravého. Ani z výtvarného umění si nelze udělat představu, jak měl vypadat, přestože bylo nalezeno několik zobrazení Chuvavy – dokonce byly nalezeny i masky, ale na každé z nich je jiný, což ukazuje, že pravděpodobně neexistovala jednotná představa o jeho podobě. Bylo objeveno i znázornění, kdy má lví ruce a ptačí nohy, ale to je v rozporu s některými texty.
Chuvava byl od Enlila vybaven sedmi „ochrannými zářemi“, někdy též sedmi hrůzami, které bývají v literatuře symbolizovány košilemi, které nosí na sobě.
V Eposu o Gilgamešovi byl Chuvava zabit Gilgamešem a Enkiduem. V sumerské verzi eposu (skladba Gilgameš a Chuvava) mu za jeho ochranné záře Gilgameš slíbil své dvě sestry, v akkadské verzi (na tabulkách III. až V. tzv. „kánonické podoby“ eposu) jim napomohl bůh Šamaš.
Po smrti Chuvavy odvezli Gilgameš a Enkidu jeho hlavu na voru k Enlilovi, který se na ně rozzlobil a ochranné záře Chuvavy pak rozdělil mezi sedm přírodních sil.